# Играта на играчките 5
„Играта на играчките 5“ (на английски: Toy Story 5) е предстоящ американски анимационен филм от 2026 г., продуцирана от „Пиксар Анимейшън Студиос“ и ще се разпространява от „Уолт Дисни Студиос Моушън Пикчърс“. Режисьор ще е Андрю Стантън. Том Ханкс и Тим Алън ще се завърнат със съотвените си роли като шерифа Уди и Баз Светлинна година от първите четири филма, а Ана Фарис се присъединява към актьорския състав.
Той ще е продължение на „Играта на играчките: Пътешествието“ (2019) и изцяло шестият филм от поредицата „Играта на играчките“ след спин-офа „Баз Светлинна година“ (2022). Филмът е официално обявен от главния изпълнителен директор на Дисни – Боб Айгър през февруари 2023 г. Премиерата на филма се очаква да излезе в Съединените щати на 19 юни 2026 г.

## Актьорски състав
- Том Ханкс – Уди[7]
- Тим Алън – Баз Светлинна година[8]

В допълнение, Ана Фарис е добавена в състава за неразкрита роля.